# Martin Lewis Perl
Martin Lewis Perl (New York, 24. lipnja 1927. – Palo Alto, 30. rujna 2014.), američki fizičar. Diplomirao (1950.) na Union Collegeu u Schenectadyju, a doktorirao (1955.) na Sveučilištu Columbia u New Yorku. Bio je profesor na Sveučilištu Michigan u Ann Arboru (od 1955. do 1963.), zatim na Sveučilištu Stanford (od 1963). Bavio se fizikom jakog međudjelovanja (jaka nuklearna sila), koristio komoru s mjehurićima za proučavanje raspada piona i neutrona na protone i druge čestice. Koristeći linearni ubrzivač čestica (SLAC), istraživao je raspršenje piona, neutrona i protona i međudjelovanje elektrona i miona. Sredinom 1970-ih otkrio je novi lepton, mase 3 477 puta veće od mase elektrona, i nazvao ga tauon ili tau lepton. Bio je to prvi dokaz takozvanog trećega naraštaja elementarnih čestica, postojanje kojih je upotpunilo standardni model čestica. Za to je otkriće 1995. podijelio Nobelovu nagradu za fiziku s F. Reinesom. Bio je član Nacionalne akademije znanosti SAD-a (od 1981.) i Američke akademije umjetnosti i znanosti (od 1997.).

## Leptoni
Lepton (prema grč. λεπτός: sitan) je subatomska čestica koja ne podliježe jakom međudjelovanju (jaka nuklearna sila) i ima spin 1/2. Šest poznatih leptona svrstano je u tri naraštaja (obitelji) leptona: elektronski (e, νe), mionski (μ, νμ) i tauonski leptoni (τ, ντ). Za svaki od njih postoji antilepton, primjerice, pozitron kao antičestica elektrona. Elektron, mion i tauon imaju električni naboj i među njima se pojavljuje elektromagnetsko međudjelovanje a neutrini su električki neutralni i elektromagnetski ne međudjeluju. Svi leptoni međudjeluju gravitacijskim i slabim međudjelovanjem.
Do nedavno se mislilo da leptonski naraštaji ne komuniciraju, što znači da bi zasebno bili očuvani leptonski brojevi, to jest ukupan broj leptona, Le, Lμ, Lτ. Otkrićem spontanog prelaska neutrina iz jedne vrste u drugu (M. Koshiba) došlo se do spoznaje o postojanju neutrinskih masa, a time i do prvih naznaka postojanja nove fizike, izvan standardnoga modela čestica.
Od leptona najpoznatiji je elektron, stoga su leptoni najviše i proučavani jer se svojstva elektrona zrcale u mionu i tau leptonu. Ova tri leptona imaju isti električni naboj i malo toga, osim mase, razlikuje elektron od miona i tau leptona. Jedina očita razlika je u tome što se mion i tau lepton mogu raspadati na druge čestice (iz prve i druge generacije leptona i njihove antičestice), dok je elektron stabilna čestica. Isto kao i kod kvarkova, masa leptona se povećava kako idemo prema višoj generaciji. 
Leptoni, za razliku od kvarkova, postoje u prirodi kao zasebne čestice. Elektron je vrlo poznata čestica i njegova svojstva su uspostavljena u osnovama fizike. Drugi lepton, elektronski neutrino, je manje poznat ali jednako čest u prirodi. U velikom broju ga proizvode neki radioaktivni procesi i središnje jezgre nuklearnih reaktora, dok je Sunce najveći proizvođač. Približno 1012 elektronskih neutrina prođe kroz naše tijelo svake sekunde, većina nastala u nuklearnim reakcijama koje se odvijaju u jezgri Sunca. Budući da jako rijetko djeluju s materijom veliki broj neutrina koji prođe kroz naše tijelo ne čini nikakvu štetu.